# Rakovszky család

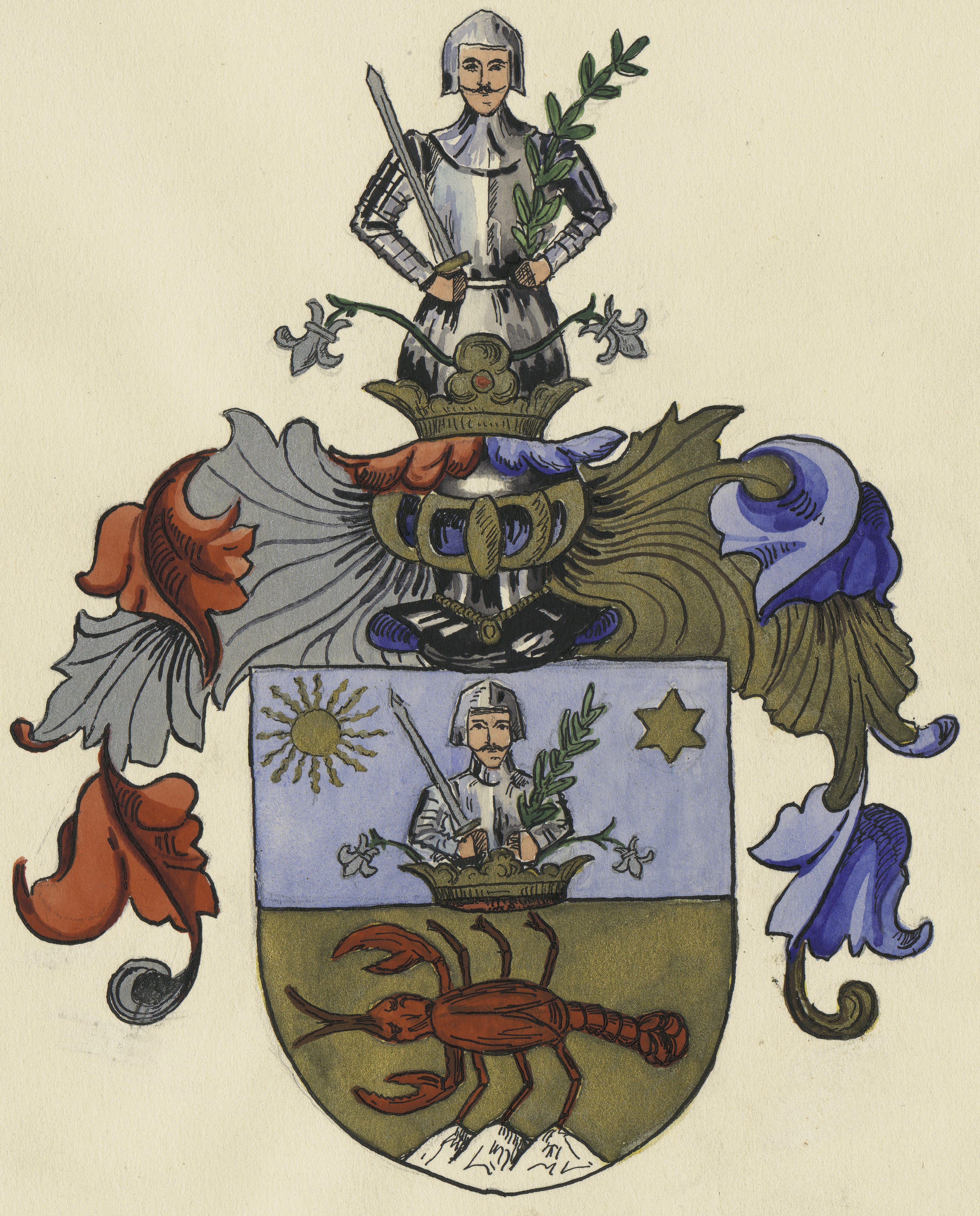
A Rakovszky család címere

A Rakovszky család Turóc vármegyei eredetű nemesi család.

## A család története

### A legkorábbi ismert adatok
Liptó, Zólyom, Árva, Trencsén, Pest, Heves, Nógrád és Abaúj vármegyékbe is elszármazott régi nemesi család, melynek eredete a 13. század elejéig mutatható ki okiratok által. Első ismert őseik Márton udvari káplán és testvére László, akik a vesztes muhi csata után IV. Béla magyar király kiséretében voltak Znió (magyarul Turóc) váránál, s hűségük és vitézségük jutalmául kapták 1245-ben Zanasán másképp Zakuzsán (későbbi nevén Rakov) földjét (1245. október 15.).
Az adományosok tulajdonképpen a Jeszen családból valók voltak, és nemességüket már 1204-ben III. László magyar király megerősítette. A nevezett Rakov földjét azonban tőlük nemsokára Lorand Urinnak bátyja (frater) hatalmaskodólag elfoglalta, s azt 1283-ban IV. László magyar király nekik újra visszaadatta. Lászlónak fia László 1286-ban azon földnek egy részét eladta Latibor fia Jakabnak.

### 14. század
1326-ban a Turóci konvent előtt Csernyik fia Ábrahám, Isow fiai Benedek és Pongrácz, Bodor fia Lukács, a Blatnyica folyó és a Rakouch patak közt fekvő rétjük felét 5 ezüst márkáért Madách fiainak, Benedeknek és Pálnak, Mike fiainak Jánosnak és Dresknek, Tóbiás fiának Zabrachánnak, Fülöp fiainak Péternek és Tomposnak, végül Wachot fia Miklósnak eladják. Ez a birtokdarab lett később terra Rakouchon a Rakovszky családé.
A Turóci konvent levéltára alapján Horváth Sándor a Turóci Regesták 82. oldalán magyarázza (a Turóci Regestrum bejegyzéseinek pontosabb értelmezéséhez): "1363. okt. 3. Nagy Lajos Király Mátyás fiait Rákot és Pált a nemesek közé sorozza, és nagyatyjának, Latibor fia Jakab által László fia Lászlótól 9 márkáért vásárolt Zanasán birtokában fekvő területet a feltételes szolgálat alól felszabadítja." A "feltételes szolgálat" azt jelentette, hogy voltak a vármegyében olyan birtokok, melyekhez az adományozáskor katonai szolgálat kötelezettségét is feltételül szabták. Itt is Porch fia Latibor fia Jakab nem volt teljes jogú nemes, hanem a zólyomi várjobbágyság katonai kötelezettsége alá tartozott. Ekkor sorolja át az utódokat a király az igazi nemesek sorába.
1356-ban (Sabbattho prox. ante fest, b. Jacobi ap.) Rakovszky Miklósnak (Nicolai de Rakov) fiai Pál és Demeter, maguk, és testvéreik Jakab, János és Lőrinc neveikben is egy részről, és András, Rakói István fia, maga és Pál, valamint István, Miklós fia neveikben is más részről birtokcseréről szóló szerződésüket a Bars vármegyei Garamszentbenedeki konvent előtt bevallották. A Turóc vármegye déli részén lévő Budis, Kelemenfalva és Jeszenő mint régi birtokok a Garamszentbenedeki konventhez, mint hiteleshelyhez estek közelebb. Ebben az 1356-ban említett okiratban rögzítették az egymás közötti öröklési rendet (Zanasán és Terra Rakouch birtoka a Turóci konvent mint hiteleshely közelében feküdtek). A tótprónai uradalom határán lévő birtok egyes részei már a tatárjárás előtti időben a Rakovszkyak törzselődeinek volt birtoka.
Ez alapján így lehet felvázolni a Rakovszkyak családfáját 1356-ban: Nicolus De Rakov fiai: Pál és Domokos és testvérei Jakab, János és Lőrinc; másik részről: Rákói István (István de Rakov) fiai: András és Pál; valamint: Miklós fia István. 
1399-ben Lőrinc, Paulus de Rakouch fia, Márton, Jakab és György fiai nevében, Pétert, Kisrákói Pál fiát (Petrus filius de Rakouch) kisrákói birtokrésze eladásától eltiltotta a Turóci konvent előtt (Feria 3. prox. post festum Epiphan. Dom.).

### 15. század – Lehoczkyak és Beniczkyek
1414-ben Zsigmond király meghagyja a Turóci konventnek, hogy Jakabot Rakouch-i Lőrinc fiát, a kisrákói birtok iránt kis-rákói János ellen támasztott perében idézze meg, és az ügy kivizsgálására Tarnóczy Márk fiát Jánost, Nagy-Rákói Tamás fiát Istvánt, vagy pedig Valentfalvy Lászlót küldje ki.
Itt magyarázattal kell szolgálni: A vesztes Muhi csatából menekülő IV. Béla király kíséretében volt a Lehoczky család őse, Csernyik is. IV. Béla király a ma élő Lehoczkyak egyenesági ősének, Csernyiknek, 1244. november 22-én (Decimo Calendos Decembri 1244.) adományozta Terra Rakouch (Rákóc Földje), vagyis Kisrákó birtokot, Turóc vármegyében. Mivel fiatal kora óta szolgálta, mint hírvivő (nunc), és kitartott mellette a muhi csata utáni nehéz napokban is. Ebben a Csernyiknek szóló adománylevélben olvasható, hogy a korábbi birtokos, Meffrik örökös nélküli halála után gazdátlan birtokká vált Terra Rakouch nevű birtoknak a határát Thetus ispán kijelölte, és Csernyiket beiktatta a birtokba, mely birtoknak a határa északon ott kezdődött ahol a Turóc és a Blatnyica-patak egymásba folynak. Innen a Blatnyica-patak partján elvezetett keleti irányba a Ribe vizéig, mely mai nevén Rákóc patak. Innen dél felé elvezetett a határ a Ribe vize mentén egy Vörös Fenyőfának nevezett helyig, majd nyugati irányba haladva elért egy Borfának nevezett pontig, ami után egy kis földvárnál (Bálintfalvánál) érte el a déli határ ismét a Turóc folyót.
A fenti 1399. évi adat, mely szerint Pál De Rakouch fia Lőrinc, Jakab, Márton és György fiai nevében eltiltja Pétert, Pál De Rakouch fiát kisrákói birtokrésze eladásától, ők a mai Lehoczky család ősei. 1414-ben Jakab De Rakouch Lőrinc fia, és Kisrákói János (Johannes de Rakouch) perében is a Lehoczky család ősei szerepelnek.
Tehát három család neveit keverik össze némelyek:
1. "De Rakouch" a Kisrákói Lehoczkyak ősei írták magukat.
2. "De Rakov" a Zanasánt, későbbi nevén Nagyrákó birtokot (Rakov birtokot) birtokló Rakovszky ősök írták magukat.
3. "De Rakov" írták magukat a Nagyrákói Féja család ősei is: Latibor fia Jakab utódai, akiknek leszármazottait "1363. okt. 3. Nagy Lajos király Mátyás fiait Rákot és Pált a nemesek közé sorozza, és nagyatyjának, Latibor fia Jakab által László fia Lászlótól 9 márkáért vásárolt Zanasán birtokában fekvő területet a feltételes szolgálat alól felszabadítja."

Terra Rakouch birtok volt a Lehoczky család őseié, és ezt a birtokot körülölelte a Zanasán nevű birtok. mely a mai Nagyrákótól keletre, a "Ribe vizén" túl, mai nevén Rákóc pataktól keletre Deákfalva, Károlyfalva (régen Újfalu = Wifalu), Szebeszló és Bálintfalva (régen Zakuzsán) határának felelhetett meg. Zanasán birtok eredeti falva Zakuzsán ott volt ahol ma Bálintfalva van.
Terra Rakouch birtokon keletkezett a mai Nagyrákó falu is (amit korábban Rákócnak neveztek), és egy másik udvarház-település is, amit később Kisrákónak, majd Lehotkának neveztek el. Miután a Lehoczky család ősei, akik "De Rakouch" írták magukat, és magyarul Kisrákóinak neveztettek, 1390 után örökölték a Liptó vármegyei Királylehotát, és az óriásbirtok Királylehota neve után keresztelték át Kisrákó települést Kis-Lehotára, vagyis Lehotkára.
1413-ban Kisrákói Erzse feleségül ment Beniczky Jánoshoz, ezért leánynegyed örökléssel a mai "Nagyrákó falu" északi része a Beniczkyek pribóci birtokához került.
Nagyrákó falu közepén,, a pribóci Beniczky birtok központjaként épült egy Beniczky Kastély, vele szemben, az út túloldalán (a déli oldalon) épült egy Rakovszky kúria. Lehotkán (Kisrákó udvarház-településen) két udvarház volt. A két fő Lehoczky ág két udvarháza. A Beniczky kória építtetője beleszeretett Rakovszky Elek feleségébe, Detrich Jankába, akit a felesége (Máriassy Zsuzsa) és Rakovszky elek halála után feleségül is vett.
Ezt azért fontos így részletezni, mert a Rakovszky család levéltári adatait tévesen értelmezve valójában itt három család birtokjoga és eredeti neve okozott később a 19. századtól zűrzavart.
Az eredeti "De Rakov" Rakovszky család a 14. század végén fiágon kihalt, de Rákói Annát királyi engedéllyel fiúsították. Feleségül ment Kis-Jeszeni Mátyáshoz. 1410 körül született Rákói és kis-jeszeni II. Mátyás, akinek atyja szintén Mátyás volt (Mathias Matyasovich de Rakov et Kis-Jeszen) Ezen II. Mátyás Turóc vármegye alispánja volt és állítólag 1496-ban halt meg. Ettől kezdve ismert a család családfája. Mátyás alispán három fia közül: I. György (1565) alnádor, I. Simon blatnicai várkapitány és I. János turóci alispán voltak. A mai Rakovszkyak I. Simon blatnicai várkapitánytól származnak.

### Újkor
Turóc vármegyében a reformáció idején, különösen a husziták megszállása alatt a turóci nemesi családok többsége protestáns lett és egy részük az ellenreformáció idején tért vissza a katolikus vallásra. A Rakovszky család volt az egyetlen Turóc vármegyében, amely megszakítás nélkül katolikus maradt. A 16. században a család még Rákóynak nevezte, csak a 17. században állandósult a Rakovszky név. Bráz Béla Turóc vármegyei levéltáros által ismert a felvidéki magyar nemesi nevek szlávos formára való váltása, melyet a királyi (császári) tisztviselők okozhattak.
A 17. században Rakovszky Péter és János osztályegyességet kötöttek a családi javakról. Péternek jutottak a turóc vármegyei birtokok, s alapítója lett a család turóci és zólyomi ágának, nagyrákói és kelemenfalvi előnévvel. János a Liptó vármegyei birtokokat kapta, s alapította a liptói ágat, nagyrákói és nagyselmeczi előnévvel.
Rakovszky Menyhért, Turóc vármegye főjegyzője és Árva vármegye alispánja, II. Rákóczi Ferenc híveként Komárom várának kapitánya is volt. 1707-ben Turóc vármegye követeként a szövetséges rendek ónodi országgyűlésére köriratot szerkesztett, s követtársával Okolicsányi Kristóffal együtt megküldte a szövetséges vármegyéknek. Ebben mielőbbi békekötést sürgetett, hivatkozva a nép szenvedésére és a további harc reménytelenségére. Amikor az ónodi országgyűlésen a köriratot magyarul megindokolta, csend támadt, majd Bercsényi Miklós kardot rántott, és Rakovszky Menyhértet és a menekülő Okolicsányi Kristófot összevágták. Az ónodi események következtében Turóc vármegyét eltörölték, zászlói és pecsétjei összetörettek. A szatmári béke után a vármegyét helyreállították, és címerébe törvényesen is felvették a Rakovszky címert, a Révay és Okolicsányi címerekkel együtt. A törvénysértő esemény emlékére Turóc vármegye hatóságainak tárgyaló asztalai zöld helyett vörös posztóval vonattak be mindvégig, egészen a csehszlovák hatalomváltásig.

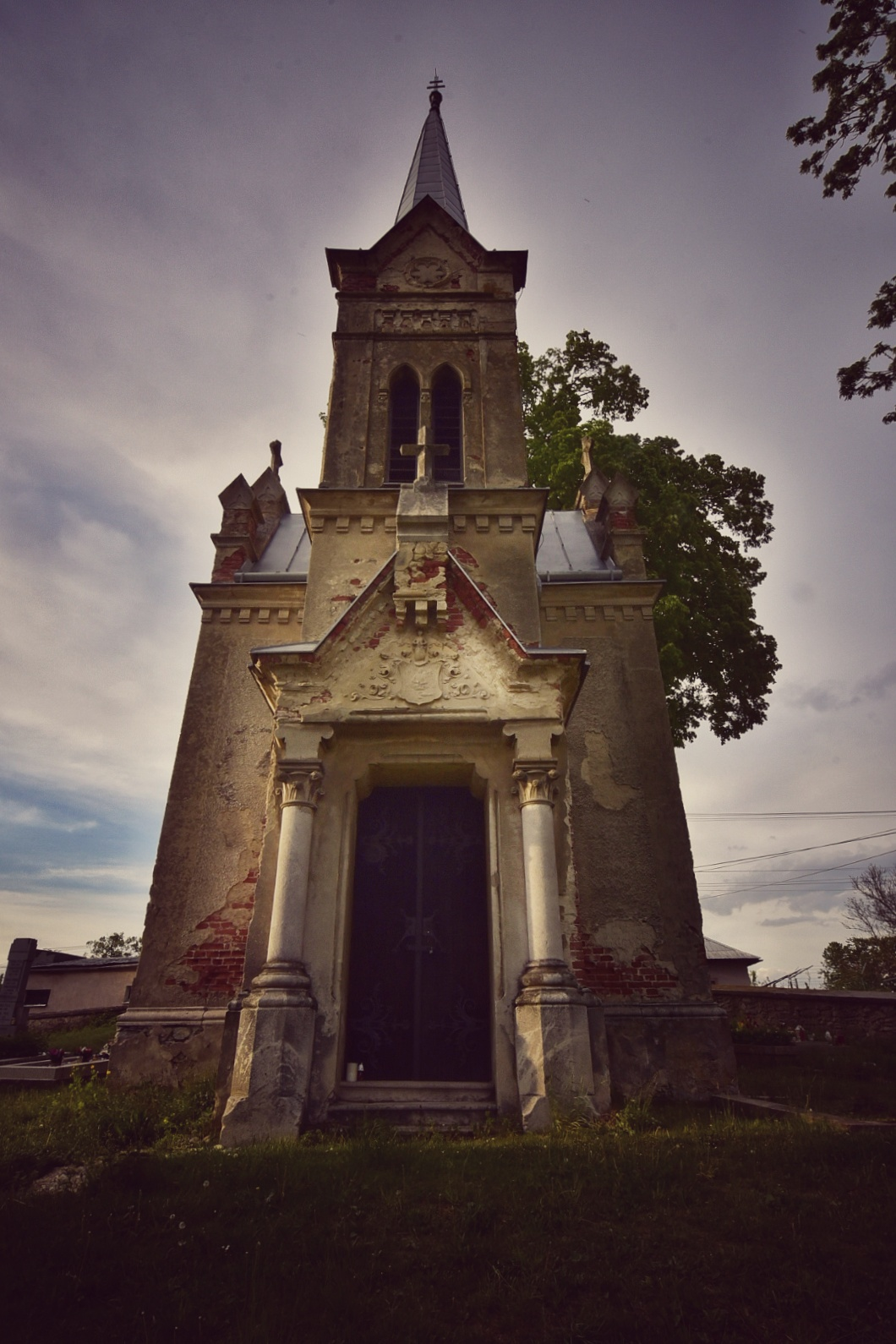
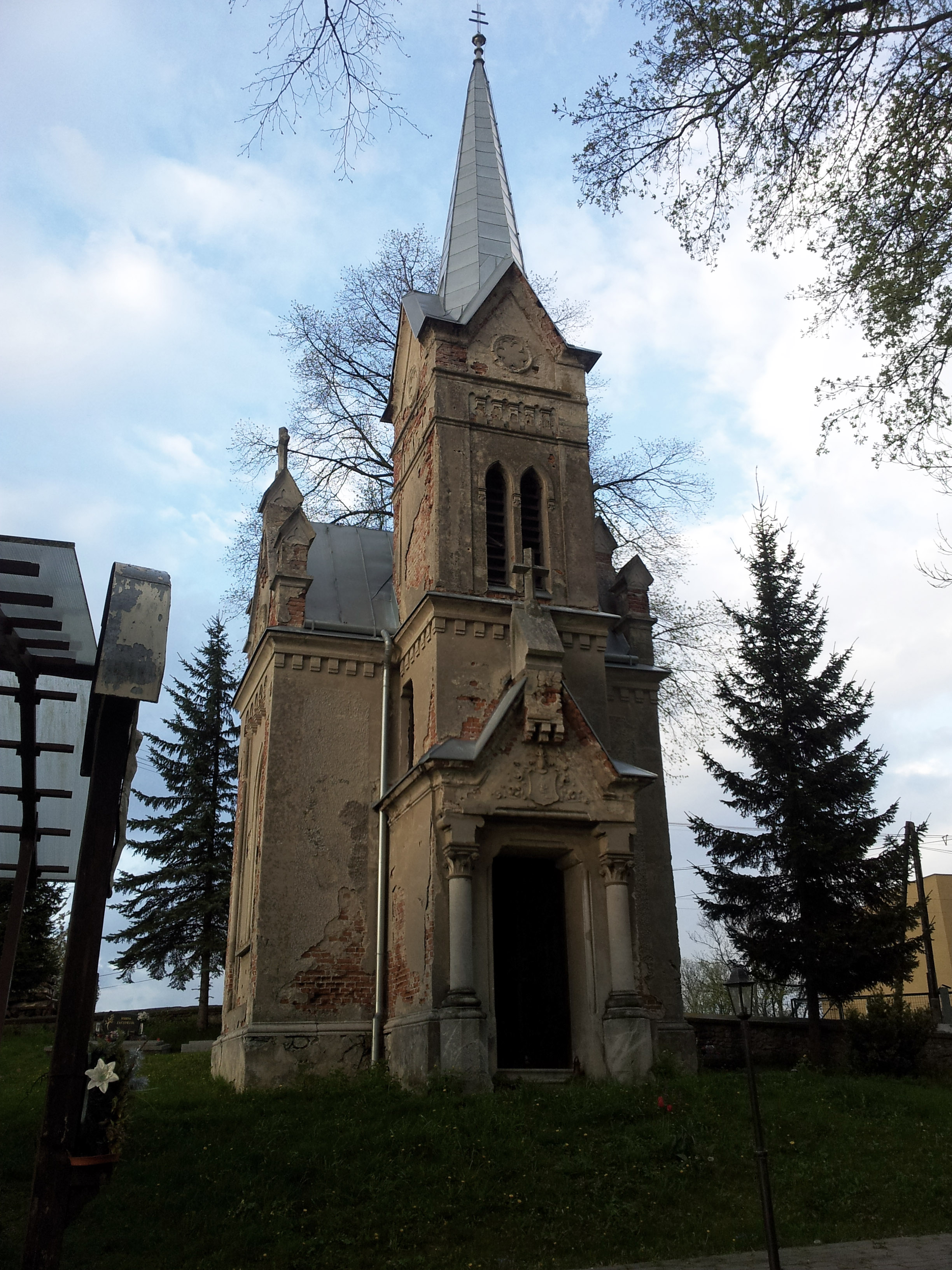

Nagyrákón Rakovszky István (1847-1910) megígérte nagybátyának Ivánnak (1826-1905), hogy halála után mauzóleumot, családi kriptát építtet. Ez 1906-ban meg is történt. A kommuniata időkben lepusztult kriptát Nagyrákó (Rakov) szépen restauráltatta mint nemzeti emlékmúvet Rakovszky Mauzoleumként. A költségeket a szlovák és a magyar kormány fedezte. A helyreállított emlékművet 2024 Jinius 22.-én avatják fel.
Ide kerül többek közott az ott eltemetett Rakovszky Istvánné (Szilassy Ida) mellszobra (Stróbl Alajos műve) és Rakovszky István arcképe, mely a magyar állami számvevőszk elnöki folyosólyán levő kép másolata.
A család címere: osztott pajzs felső vörös udvarában egy, térdig kiemelkedő magyar vitéz, jobb kezével öklébe szorított kivont pallost, a balkezében zöld pálmaágat tart. Fölötte, jobbról félhold, balról arany csillag ragyog. Alatta a fehér udvarban rák látható. A sisak koronájából a vitéz növekvőn. Foszladék jobbról arany-kék, balról ezüst-vörös. A család számos tagjának pecsétlenyomata ismert.

## Neves személyek
- Rakovszky György (?-1565) 1541-ben Turóc vármegye alispánja lett. 1542-ben Révay Ferenc alnádor mellett itélőmester, 1543-ban országgyűlési követ volt a királyhoz a besztercei törvények megerősítése végett. 1552-ben Izabella királynéhoz küldték Kassára, s a lengyel királynál is követségben járt. 1555-ben I. Ferdinánd magyar király Lengyelországba küldte Izabella udvarába. 1558-ban alnádor és királyi udvarnok lett. Ebben az időben Turóc vármegye címere a Révay és a Rakovszky családok egyesített címere volt. 1561-ben I. Ferdinánd királytól családja nemességének és régi törzsökös származásának megerősítését és címerének bővítését nyerte.
- Rakovszky Márton (1535 körül – 1579) reneszánsz kori magyar költő és humanista tudós, Kúriája Kelemenfalván még áll (és virul!)
- Rakovszky János 1565-ben Turóc vármegye alispánja volt.
- Rakovszky Márton 1592-1595 között Turóc vármegye alispánja, 1574-ben császári kamarai tanácsos, illetve költő volt. Történelmi-filozófiai könyvet írt "De partibus Republicae", mely Miksa királynak ajánlva 1590-ben Bécsben jelent meg.
- Rakovszky Menyhért (?-1707) Turóc vármegye főjegyzője és Árva vármegye alispánja (Felesége, regőczi Huszár Klára, ősei között szerrepel a norman/angol Hódító Vilmos, a skót Malcolm Canmore kinek a felesége (Ágota) Szt István rokona volt)
- Rakovszky Mihály országbírói tanácsjegyző, előbbi fia
- Rakovszky István Nádasdy huszárezredbeli kapitány, Menyhért unokája
- Rakovszky István őrnagy.
- Rakovszky Elek, József császár alatt Szatmár vármegye alispánja, császári királyi tanácsos és 1810-1815 között kerületi táblai elnök Budán
- Rakovszky Elek 1775-ben zólyomi alispán
- Rakovszky Elek alezredes, előbbi fia
- Rakovszky István 1770-ben liptó vármegyei alispán és országgyülési követ
- Rakovszky Márton altábornagy az olasz háborúkban. Mint huszárezredes, lovasezrede élén, parancs ellenére megrohamozott és elfoglalt egy meredek hegyet, melyet a gyalogság egy álló napig hasztalan igyekezett elfoglalni. Ezért Mária Terézia-rendet és báróságot kapott. Mivel azonban utóda nem volt a bárói ág vele kihalt. Ez egy osztrák rang volt, melyet ugyan halála után felajánlottak a családnak, de az "örökösjelöltek nem fogadták el. A báróságot csak a Mária.Terézia rend elnyerése után 12 évvel kapta, miután feleségül vette az erdélyi székely primor báró Henter Zsófiát.
- Rakovszky Sámuel (1802-1871) honvédezredes[16]
- Rakovszky Pál huszárkapitány a sziléziai háborúban az Oberschordelsdorfi csatában esett el.
- Rakovszky István (1832-1891) császári és királyi kamarás, író, a Szent Sír Lovagrend középkeresztese és a pápai Szent Gergely-rend lovagja
- Rakovszky Géza (1845-1911) országgyűlési képviselő, gyümölcstermesztő
- Rakovszky István (1847-1910) magyar politikus, országgyűlési képviselő és valóságos belső titkos tanácsos, a számvevőszék elnöke.
- Rakovszky István (1858-1931) földbirtokos, politikus, IV. Károly miniszterelnöke, a nemzetgyűlés elnöke.
- Rakovszky Árpád, a 14. tüzérezred tartalékos zászlósa, az olasz fronton teljesített hősies szolgálata miatt nagyezüst vitézségi éremmel tüntették ki[17]
- Rakovszky Iván (1885-1960) a Fővárosi Közmunkák Tanácsának elnöke, politikus, belügyminiszter, 1944-ben a lakatos kormány miniszterelnök helyettesének -s a kormány politikai fejének jelölték, de arra hivatkozva, hogy ilyen tisztség "nem szerepelt" a magyar alkottmányban, a kiugrás sikerétől félő német náci Edmund Veesenmayer ezt Horthynak megtiltotta, így csak mint közoktatási miniszter volt a Lakatos kormány tagja.  [[Rakovszky István]] (1885-1953) Iván ikertestvére, A magyar hockey szövetség, a magyar Lawn Tennis szövetség, a magyar Golf klub, a magyar sífutók szövetségének az elnöke. Rakovszky Etelka (1874-1928) Magyarország első tenisz-bajnoknője. Rakovszky László (1874-1935) huszártábornok
- Rakovszky György (1892-1962) honvéd altábornagy
- Štefan Rakovský (1904-1996) pedagógus, muzeológus
- Rakovszky Zsuzsa (1950) Kossuth-díjas magyar író, költő, műfordító

## Kastélyok és kúriák

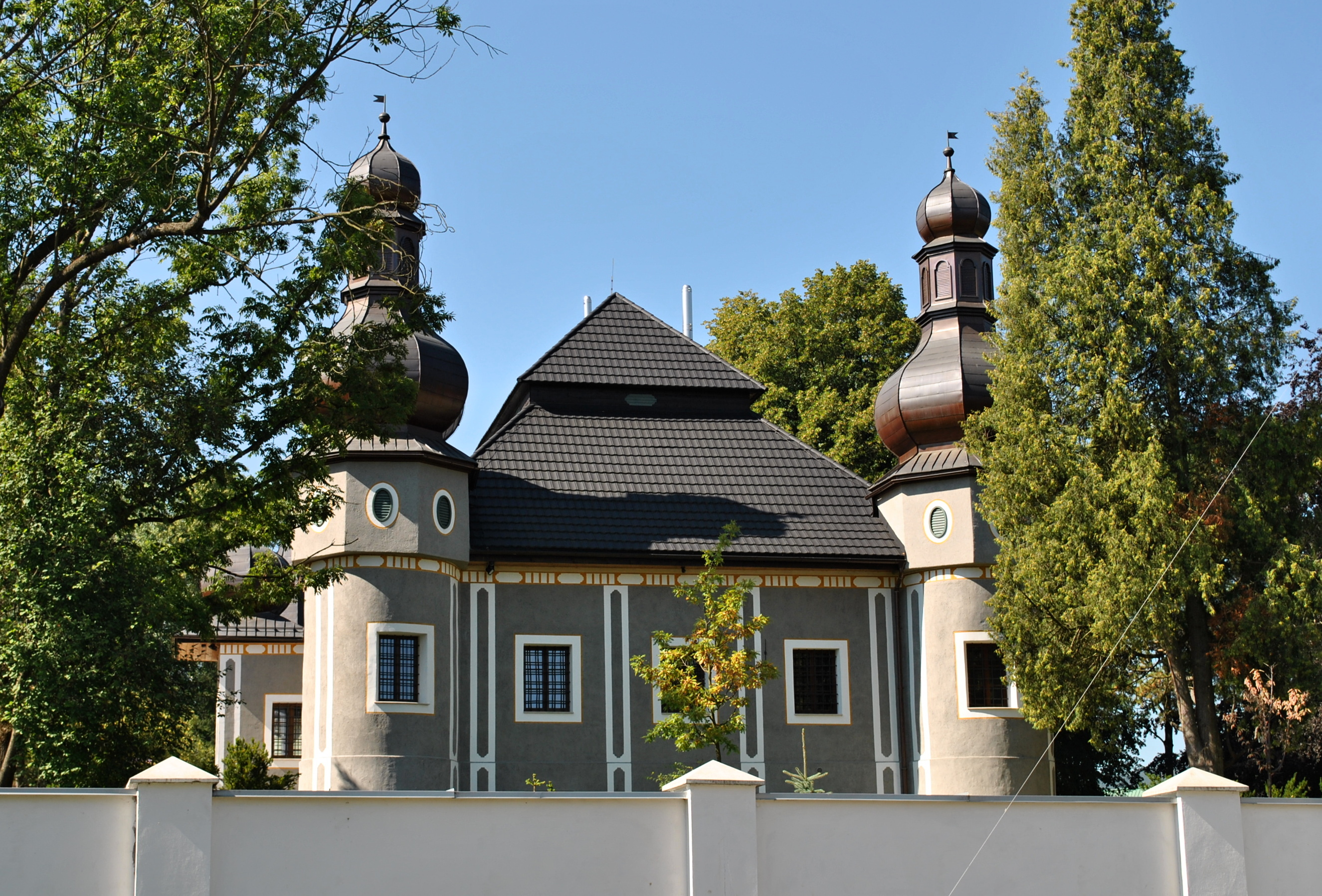
Nagyselmec

- A kelemenfalvi, azóta lebontott (?), emeletes Rakovszky kastély környékét ma is "Prónai dűlőnek" nevezik, de nem a Prónay család neve után, hanem mert abban az irányban van a néhány kilométerre lévő Próna (Tótpróna) falu. A Rakovszkyak kelemenfalvi birtoka szomszédos volt a Tótprónai uradalommal, melynek urai a "Tótprónai és Blatnyicai urak és bárók" címet a 20. századig viselték, és a Tótprónai uradalmat a 20. századig birtokolták.
- Nagyrákó falu közepén a Beniczky kastéllyal szemben volt egy Rakovszky kúria, de mára lebontották.
- Nagyselmecen, Liptó vármegyében is egy tornyos kastélya volt a családnak. A kastély építése az 1700-as évekre tehető. 1750-ben már át is építették, barokk stílusban. Az 1800-as években két toronnyal bővítették. Ezért "várkastélynak" mondják, de igazi várkastély sohasem volt, valójában csak egy tornyokkal díszített kastély.[18] Nagyselmecen volt még a ludravai és selmeczi Tholt családnak egy régi vízi vára, mely azonban 1945-ben megsemmisült. A nagyselmeci birtokrészüket a 16. században szerezték a Rakovszkyak a Tholt családtól.